# 运动性语言中枢
运动性语言中枢，又叫说话中枢，是语言中枢的一部分。運動性語言中樞位於大腦中的44及45區，緊靠中央前回下部，額下回後三分之一處，又稱布若卡氏區。
如果此區受损，会产生表达性失语症。能分析綜合與語言有關肌肉性刺激。此處受損，病人與發音有關的肌肉雖未癱瘓，卻喪失了說話的能力，臨床上稱運動性失語症（表达性失语症）。

## 参阅
- 听觉性语言中枢（韋尼克區）
- 视觉性语言中枢（韋尼克區、角回）
- 书写中枢